# 錬脳塾
錬脳塾（れんのうじゅく）とは阿含宗で行われる修行カリキュラムの一つである。主に「火の行」という護摩を焚く修行と「水の行」という滝行などを中心に修行をする。

## 修行カリキュラム
- 初級基礎コース
- 滝行コース
- 火の行・水の行コース

## 修行施設
- 阿含宗本山総本殿・錬成道場（京都）
- 阿含宗九州本部（福岡）
- 阿含宗北陸本部加賀錬成道場（石川県加賀市）